# ファイブ・ウォリアーズ
『ファイブ・ウォリアーズ』（Five Fingers for Marseilles）は2017年の南アフリカ共和国の西部劇映画。
マイケル・マシューズ監督の長編デビュー作で、出演はヴヨ・ダブラとゼテュ・ドゥロモなど。
生まれ故郷の町を支配するならず者たちと闘う男とその少年時代の仲間たちを描いている。
第14回アフリカ映画アカデミー賞において10部門にノミネートされ、作品賞をはじめ、計5部門で受賞した。
2017年9月に開催された第42回トロント国際映画祭で初上映された。
日本では2019年1月から5月にかけて開催された「未体験ゾーンの映画たち2019」で上映された。

## ストーリー
アパルトヘイト体制下にあった南アフリカ共和国のマルセイユで、暴力的な白人警官から町を守るために、血気盛んな少年たち、ズールー、タウ、レラト、ボンガニ、ルヤンダ、ウナーティは「ファイブ・フィンガーズ」を結成していた。ある日、リーダーであるズールーの弟で最も血の気の多いタウは、上納金を取り立てに来た2人の白人警官がマドンナであるレラトを連れ去ろうとしたことに激怒し、2人を射殺、町を離れることになる。
それから20年が経ち、前科者でギャングとなっていたタウは足を洗い、故郷のマルセイユに戻ってくる。町は白人たちによる支配から解放され、ボンガニが市長となって住民たちから英雄視されるなど、一見すると平和に見えていた。ところが、ボンガニの部下となったルヤンダが警察部隊の隊長としてアジア系住民に嫌がらせをするなど傍若無人に振る舞っているばかりか、町はセポコが率いるならず者グループにも支配されており、ボンガニが裏取引をして町の支配を2分し、双方で微妙なバランスを保っていたのである。しかし、そこにタウが現れたことからバランスが崩れ、セポコは町全体を支配しようとし始める。タウはセポコらに捕らえられ、激しく痛めつけられるが、セポコによる支配を良しとしない住民らに助けられると、かつてのギャング時代の仲間を呼び寄せ、セポコらと戦うことになる。
激しい銃撃戦の末、タウたちはセポコを倒す。しかし、タウ、ボンガニ、ルヤンダ、ウナーティの4人は「ファイブ・フィンガーズ」のメンバーとして決着をつけるために「聖地」を訪れ、かつての誓い通りに「町を自分たちから守る」ために撃ち合いをする。撃たれずに唯一生き残ったウナーティは、亡きズールーとレラトの息子であるシーズイとともに町に戻る。

## キャスト

### ファイブ・フィンガーズ
- ズールー: Ntsika Tiyo - リーダー。弟タウの警官殺しで激化した白人との争いで若くして亡くなる。
- タウ: ヴヨ・ダブラ（英語版） - ギャング。前科者。
  - 若年期: Toka Mtabane - ズールーの弟。通称「ライオン」。
- レラト: ゼテュ・ドゥロモ - 亡きズールーとの間に息子シーズイを生む。
  - 若年期: Vuyo Novokoza - マドンナ。
- ボンガニ: ケネス・ンコースィ - 新しい市長。
  - 若年期: Sibusiso Bottoman - 裕福な家の息子。通称「ポケット」。
- ルヤンダ: ムドゥドゥジ・マバソ - 警察部隊の隊長。刑務所での経験から凶暴な性格に。
  - 若年期: Qhawe Soroshi - おとなしい性格。通称「ゴキブリ」。
- ウナーティ: オーブリー・プーロ - 牧師。
  - 若年期: Abongile Sithole - 語り手。通称「牧師」。

### その他
- セポコ: ハミルトン・ドゥラミニ - 町を支配するならず者のボス。
- テュト: ウォーレン・マセモラ - セポコの部下。凶悪。
- シーズイ: リズウィ・ヴィラカジ - ズールーとレラトの息子。
- ジョナ: ジェリー・モフケン（英語版） - レラトの父親。バーを経営。セポコらに焼き殺される。
- ジョン: ディーン・フーリー - 白人のセールスマン。タウに協力。
- ウェイ: ケネス・フォク - アジア系住民。ルヤンダらに嫌がらせを受けている。タウを助ける。
- コンゴ: アンソニー・オセイヤミ - タウのギャング時代の仲間。
- スリム・シックスティーン: ブレンドン・ダニエルズ - タウのギャング時代の仲間。

## 作品の評価

### 映画批評家によるレビュー
Rotten Tomatoesによれば、34件の評論のうち、76%にあたる26件が高く評価しており、平均して10点満点中7.06点を得ている。
Metacriticによれば、12件の評論のうち、高評価は10件、賛否混在は2件、低評価はなく、平均して100点満点中73点を得ている。

### 受賞歴
第14回アフリカ映画アカデミー賞において10部門にノミネートされ、作品賞をはじめ、計5部門で受賞した。